# Азиатци
Азиатци е име, използвано за обозначаване на коренното население на Азия, както и на имигрантите от азиатската част на Евразийския континент, независимо от расова, религиозна, национална или езикова принадлежност.
Използването на термина „азиатци“ варира в зависимост от страната и региона и може употребата му да не е съвсем точна, а в някои случаи дори и погрешна. Русия обикновено не се счита за азиатска държава. В редица страни, като Бразилия и САЩ, терминът „азиатци“ е стандартното обозначение на имигранти от Азия по време на преброяване на населението. Австралия използва малко по-сложна система за анализ на преброяванията на населението, в която Азия е разделена на четири региона – централен и южен; югоизточен; североизточен; Близкият изток (включително Северна Африка). В страните от ОНД и Европа в такива случаи обикновено се използва определена националност (киргизи, китайци, индийци и др.). Например във Великобритания терминът „азиатци“ се използва предимно за индийци, пакистанци и други народи на полуостров Индостан. В Южна Африка по време на ерата на апартейда японците се считат за бели, а само тези от индийския субконтинент се считат за азиатци.
Много често азиатците биват бъркани с монголоидите. Към последните обикновено спадат китайци, японци, корейци и монголци, но и много други. Те се срещат в Северна, Източна и Югоизточна Азия и в Америка сред индианското население. Думата „монголоид“ се образува чрез комбиниране на думата „монгол“ и наставката „-оид“, която означава „подобен“.
С увеличаването на мобилността на населението от началото на 20 век и въведените нови технологии, вълните на икономическа и политическа миграция от имигранти от азиатския континент довежда до увеличаване на азиатското население в развитите страни. Днес в света има 4,5 милиарда азиатци от общо 7,5 милиарда население на земята. Те представляват най-голямата група. В Китай живеят 1 384 688 986 азиатци, а в Индия 1 296 834 042. Други страни със значителен брой са Индонезия, Япония, Тайланд, Виетнам, Корея, Сингапур и Хонг Конг.
В САЩ според преброяването от 2010 г. те са около 17 941 286 души, като в Хаваи съставляват около 38% от цялото население, а в Калифорния – около 12%.